# بويس واتكينز
بويس واتكينز (بالإنجليزية: Boyce Watkins) هو اقتصادي أمريكي، ولد في 20 يونيو 1971 في لويفيل في الولايات المتحدة.

## وصلات خارجية
- الموقع الرسمي